# Droits des animaux (association)
Pour les articles homonymes, voir DDA.
Cet article concerne l'association. Pour la libération animale, voir Droits des animaux.
L'association Droits des Animaux (DDA) est une association loi de 1901 ayant pour objectif la reconnaissance des droits des animaux.
La recherche en psychologie animale et en éthologie cognitive a permis de montrer toute la complexité de l'intelligence et la conscience animales. Cependant, les résultats dans ce domaine sont trop souvent ignorés du grand public. L'association œuvre donc à faire connaître ces découvertes notamment par des publications et des conférences. Elle travaille également, sur le terrain de l'éthique animale, à ce que ces découvertes se traduisent par un changement de nos comportements : refus de la chasse, de la pêche, des zoos, des cirques avec animaux, des corridas, des tests sur les animaux, de l'utilisation des animaux dans l'habillement (fourrure, cuir…) ou l'alimentation (viande et sous-produits animaux), et plus généralement de tout ce qui va à l'encontre des intérêts des animaux. L'association a également contribué à entamer une réflexion quant aux méthodes utilisées par  les acteurs de la cause animale pour parvenir à leurs objectifs en publiant certains travaux de recherche.

## Historique
L'association, qui poursuit des visées abolitionnistes, a pu employer à cette fin des moyens très diversifiés : le happening, en particulier par des obstructions fortement médiatisées de chasses à courre, l'action judiciaire, contre le classement de la corrida au patrimoine immatériel de la France aux côtés du Crac Europe, avec lequel elle a obtenu gain de cause en juin 2015 devant la Cour administrative d'appel, décision rendue définitive par le rejet devant le Conseil d'État du pourvoi d'organisations pro-corrida, le 28 juillet 2016, et, plus rarement, l'investigation. L'association a également une activité d'information et de recherche qui se manifeste notamment par la publication d'ouvrages et l'organisation de conférences.

## Conférences
L'association a organisé en 2009 une conférence à l'université Paris V René Descartes sur le thème de la conscience animale et de ses implications éthiques, en 2011 à Sciences Po Paris sur les fins et les moyens de la lutte pour les droits des animaux, en 2013 au Palais du Luxembourg, sur les stratégies politiques du mouvement animaliste.

## Publications et contributions
- Droits des animaux. Théories d'un mouvement, Enrique Utria, Gagny, Droits des animaux, 2008.
- La Mentaphobie tue les animaux, David Chauvet, Gagny, Droits des animaux, 2008.
- La Raison des plus forts. La conscience déniée aux animaux, dir. P. Jouventin, D. Chauvet, E. Utria, Paris, IMHO, 2010.
- Militantisme, politique et droits des animaux, Melvin Josse, Gagny, Droits des animaux, 2013.
- Condition animale et politique : quelles stratégies ?, dir. David Chauvet et Melvin Josse, Limoges, Revue semestrielle de droit animalier, 2014[8].
- Les Animaux en Islam,  Al-Hafiz Basheer Ahmad Masri, Gagny, Droits des animaux, 2014  (ISBN 9782917419083).